# Top Shot (reality show)
Top Shot es un reality show de televisión estadounidense que se estrenó en History Channel el 6 de junio de 2010. El espectáculo cuenta con 16 concursantes, divididos en dos equipos de ocho, que compiten en los distintos tipos de desafíos de disparo. Uno por uno, los concursantes se eliminan hasta que solo queda uno. Ese competidor recibe un gran premio de $100.000 dólares y el título de "Top Shot". El concursante de Sobrevivientes Colby Donaldson es el anfitrión.

## Temporadas

### Primera Edición (2010)
- 6 de junio de 2010 - 15 de agosto de 2010.

La primera temporada de Top Shot fue filmada durante un período de 33 días en la primavera de 2010 en Santa Clarita, California.
En los episodios 7 y 8, el equipo más grande (azul) decidió por sí mismo, el cual participará la banca o ser. Los equipos se disolvieron en el episodio 9, con todos los jugadores que compiten directamente entre sí a partir de ahora, y uno o más jugadores se eliminan después de cada desafío.
Cada vez que se eliminaba a un jugador, el resto del grupo colgaba una camisa de ese jugador, marcando su nombre, de la barandilla de la escalera en la casa donde vivían.
Iain Harrison fue el ganador de la primera temporada.

### Segunda Edición (2011)
- 8 de febrero de 2011 - 26 de abril de 2011.

En esta temporada (en lo sucesivo en los puntos de promoción como Top Shot Reloaded), una preliminar de la cabeza a cabeza desafío se jugó en el episodio 1, con los dos ganadores se les permite elegir los equipos. A partir de esta temporada, el ganador de cada desafío la eliminación recibió una tarjeta de regalo de $ 2.000 a Bass Pro Shops, y cada eliminación estaba marcada con una placa de destino en forma de (mostrando el nombre del jugador y el color del equipo) de ser clavado a una pared interior de la casa.
Similar a la Temporada 1, los equipos se disolvieron en el episodio 9, y todos los desafíos eran la cabeza a cabeza. El resto de jugadores se les dio camisas verdes de usar por el resto de la competencia. A diferencia de la temporada 1, el ganador del desafío individual en los episodios 9-11 ganó la inmunidad de la eliminación para el día, los demás participaron en una ronda de eliminación, como antes. Solo los tres desafíos en el episodio 12 dio lugar a la eliminación inmediata del perdedor.
Chris Reed fue el ganador de la segunda temporada.

### Tercera Edición (2011)
- 9 de agosto de 2011 - 25 de octubre de 2011.

La tercera temporada de Top Shot se estrenó el 9 de agosto de 2011. En el episodio 1, un desafío preliminar se juega entre parejas de concursantes, con el ganador y el perdedor de cada par de unirse a los equipos azul y rojo, respectivamente.
Dustin Ellermann fue el ganador de la tercera temporada.

### Cuarta Edición (2012)
- 14 de febrero de 2012 - 1 de mayo de 2012.

La nueva temporada se estrenó el 14 de febrero de 2012 22:00 EST. Además de recibir el premio en efectivo de $100.000, en las últimas temporadas, el ganador se le dio la oportunidad de convertirse en un tirador profesional patrocinado por Bass Pro Shops.
La temporada comenzó con 18 concursantes en lugar de 16. Un desafío preliminar se jugó en el episodio 1, los dos peores resultados fueron eliminados de inmediato, mientras que los otros fueron asignados a los equipos basados en sus resultados.
Chris Cheng fue el ganador de la cuarta temporada.